# Nipaecoccus exocarpi
Nipaecoccus exocarpi är en insektsart som beskrevs av Williams 1985. Nipaecoccus exocarpi ingår i släktet Nipaecoccus och familjen ullsköldlöss. Inga underarter finns listade i Catalogue of Life.